# Каинов знак
„Каинов знак” је југословенски ТВ филм из 1970. године. Режирао га је Иван Хетрих а сценарио је написао Федор Видаш.

## Улоге
| Глумац             | Улога |
| ------------------ | ----- |
| Раде Шербеџија     | Милан |
| Тонко Лонза        | Петар |
| Хермина Пипинић    |       |
| Изет Хајдархоџић   |       |
| Драган Миливојевић |       |
| Јован Личина       |       |
| Златко Црнковић    |       |
| Татјана Бељакова   |       |